# Église Saint-Georges de Montchaton
L'église Saint-Georges de Montchaton est un édifice catholique qui se dresse sur le territoire de l'ancienne commune française de Montchaton, dans le département de la Manche, en région Normandie.
L'église est inscrite au titre des monuments historiques.

## Localisation
L'église est située sur une hauteur d'où l'on peut apercevoir treize clochers, au-dessus de la baie de Sienne, à Montchaton, commune déléguée de la commune nouvelle d'Orval sur Sienne, dans le département français de la Manche.

## Historique
L'église Saint-Georges, des XIe et XVe siècles, isolée et entouré d'un cimetière, occupe la place d'une nécropole du Haut Moyen Âge, probablement d'époque mérovingienne, comme le laisse penser la découverte de sarcophages en tuf coquillier de Sainteny.
Lors de la fondation de l'abbaye de Lessay par les barons de La Haye-du-Puits, Turstin Haldup et Eudes au Capel, l'église connue au XIe siècle sous le nom de Saint-Georges-de-la-Roque, ainsi qu'une terre et une pêcherie dans la Sienne situé à une demi-lieue en amont et nommée « Mons Catonis », sont donnés à l'abbaye.
L'édifice a dû subir de nombreux travaux. Entre 1869 et 1872, on entreprit la réfection partielle des toitures de la nef et du chœur ; entre 1889 et 1892, ce fut le tour de la reconstruction côtière sud de la nef qui menaçait de s'effondrer ; en 1894 et 1895, on restaura la sacristie après son incendie ; en 1898, la cloche fut refondue à Villedieu-les-Poêles, marché passé avec Viel-Tétrel ; en 1951, on reconstruisit la voûte et la toiture de la nef, détruite en juillet 1944. En 1992, on bénit une nouvelle cloche, puis en 1998, les nouveaux vitraux. Tous les vitraux de l'après-guerre furent remplacés progressivement depuis les années 1980, dégradés en partie par les intempéries et la corrosion.
En 1977, sont remis au jour deux sarcophages qui, d'après certains écrits, auraient déjà été découverts en 1872. Ces sarcophages en calcaire coquillier, de forme trapézoïdale, étaient situés au nord de l'église, parallèlement l'un à l'autre. À part des ossements en surnombre, on a surtout trouvé dans l'un des sarcophages une fibule ansée symétrique en bronze, datant vraisemblablement de la fin du VIIe siècle. Ce qui rend plausible l'hypothèse d'un village mérovingien sur le mont où se situe actuellement l'église. Malheureusement, l'un des sarcophages, resté dehors à l'air libre, s'est littéralement désagrégé.

## Description
L'église, qui se dresse comme une vigie sur une haute colline ronde, possède une nef unique, précédée à l'ouest d'un porche, suivi d'un clocher-tour, à plate-forme défensive, fortifié au XVIe siècle, et d'un chœur à chevet plat.

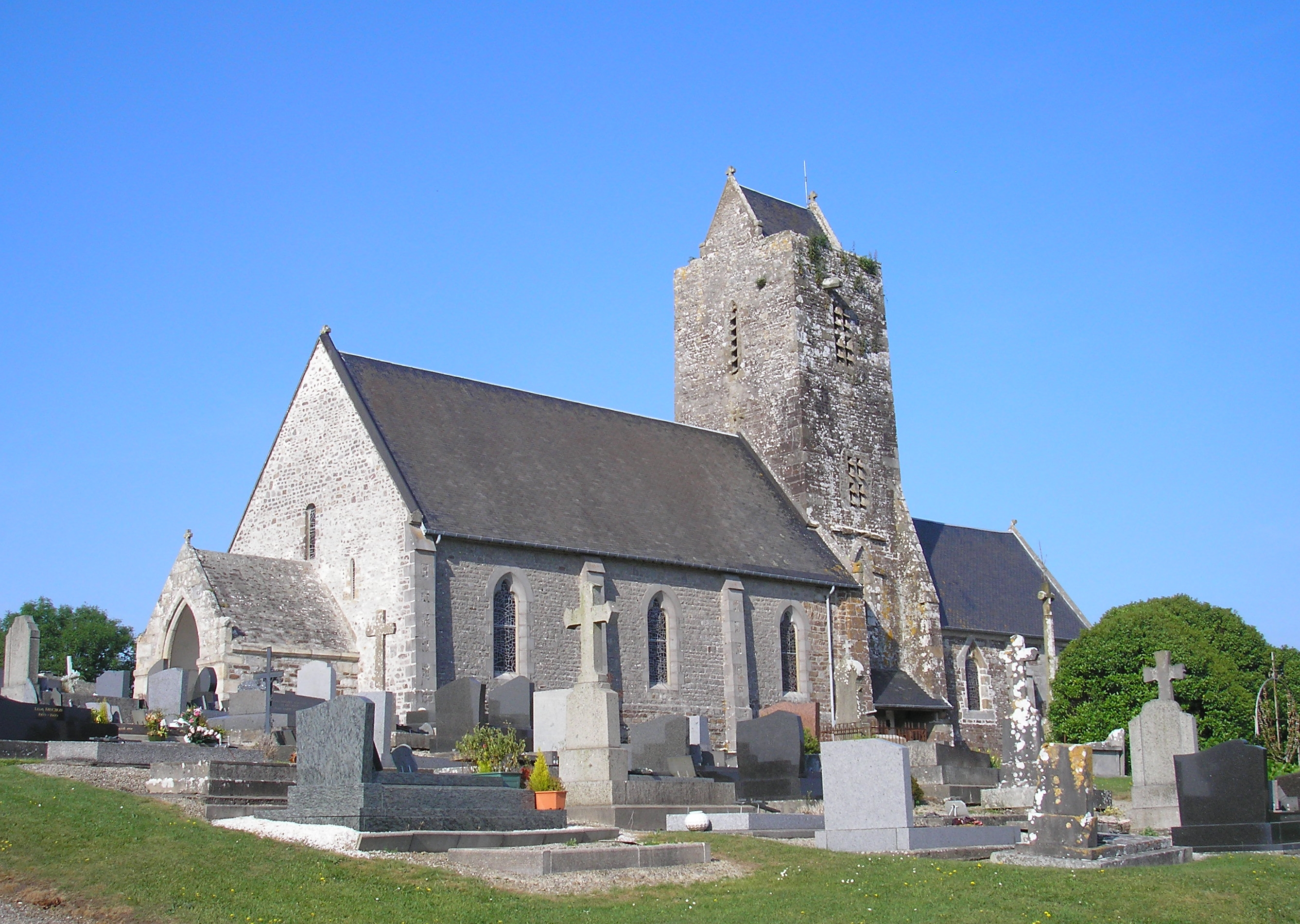
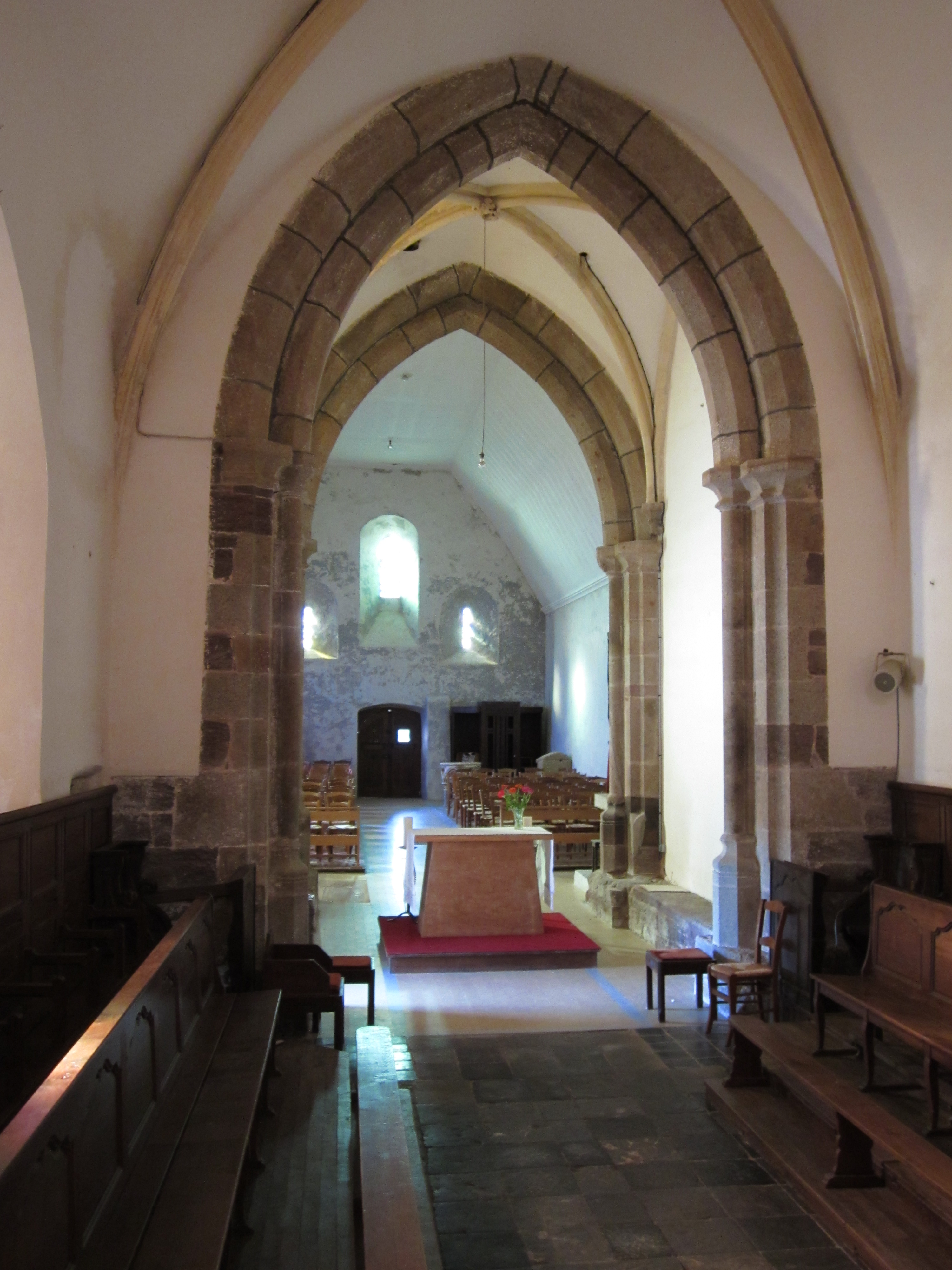
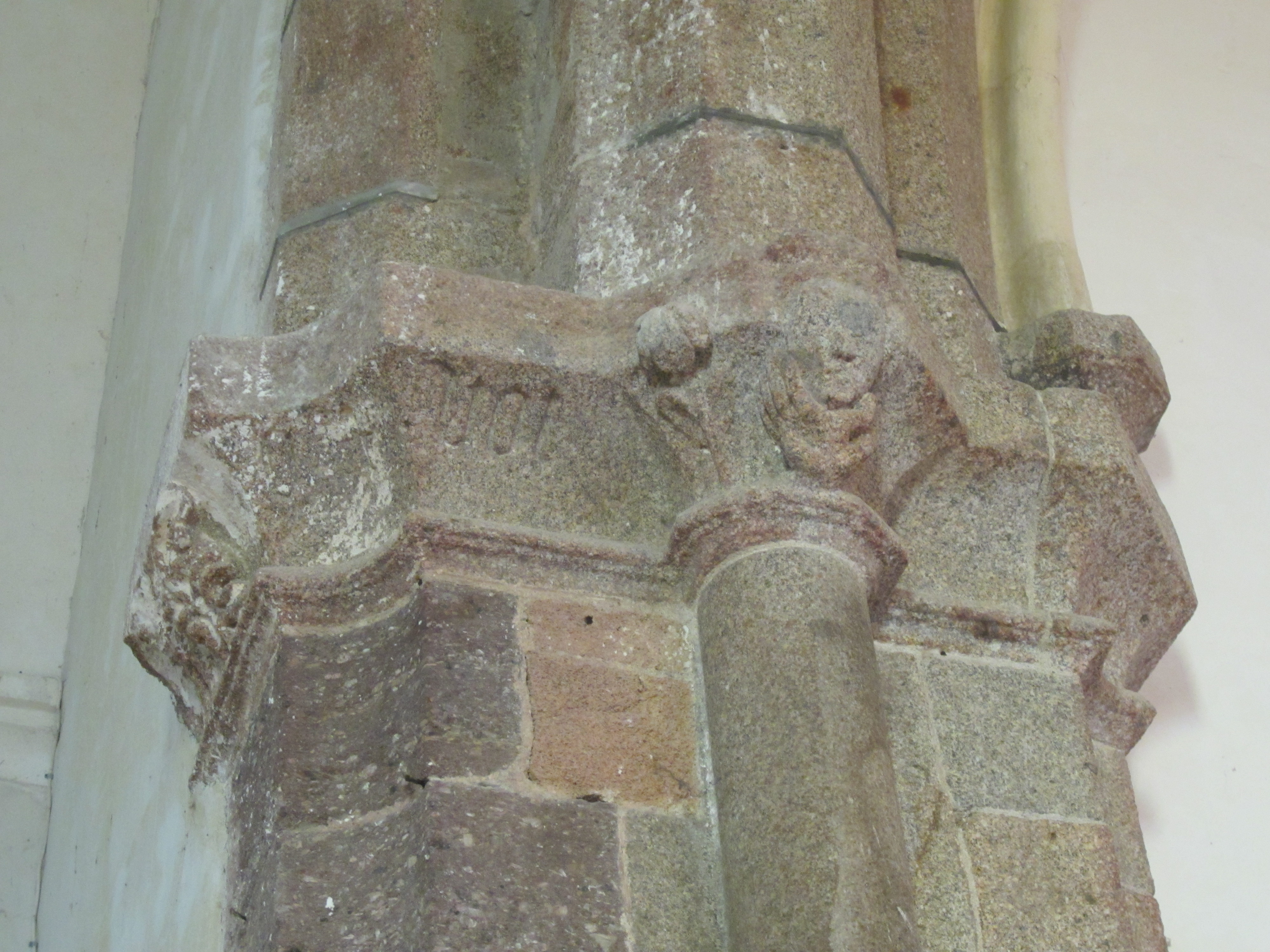

## Protection
L'église est inscrite au titre des monuments historiques par arrêté du 24 mars 1975.

## Mobilier
Deux éléments de l'église sont classés au titre objet aux monuments historiques en 1923 : les fonts baptismaux du 2e quart du XIIIe siècle et un haut-relief de saint Georges terrassant le dragon du début du XVe siècle.

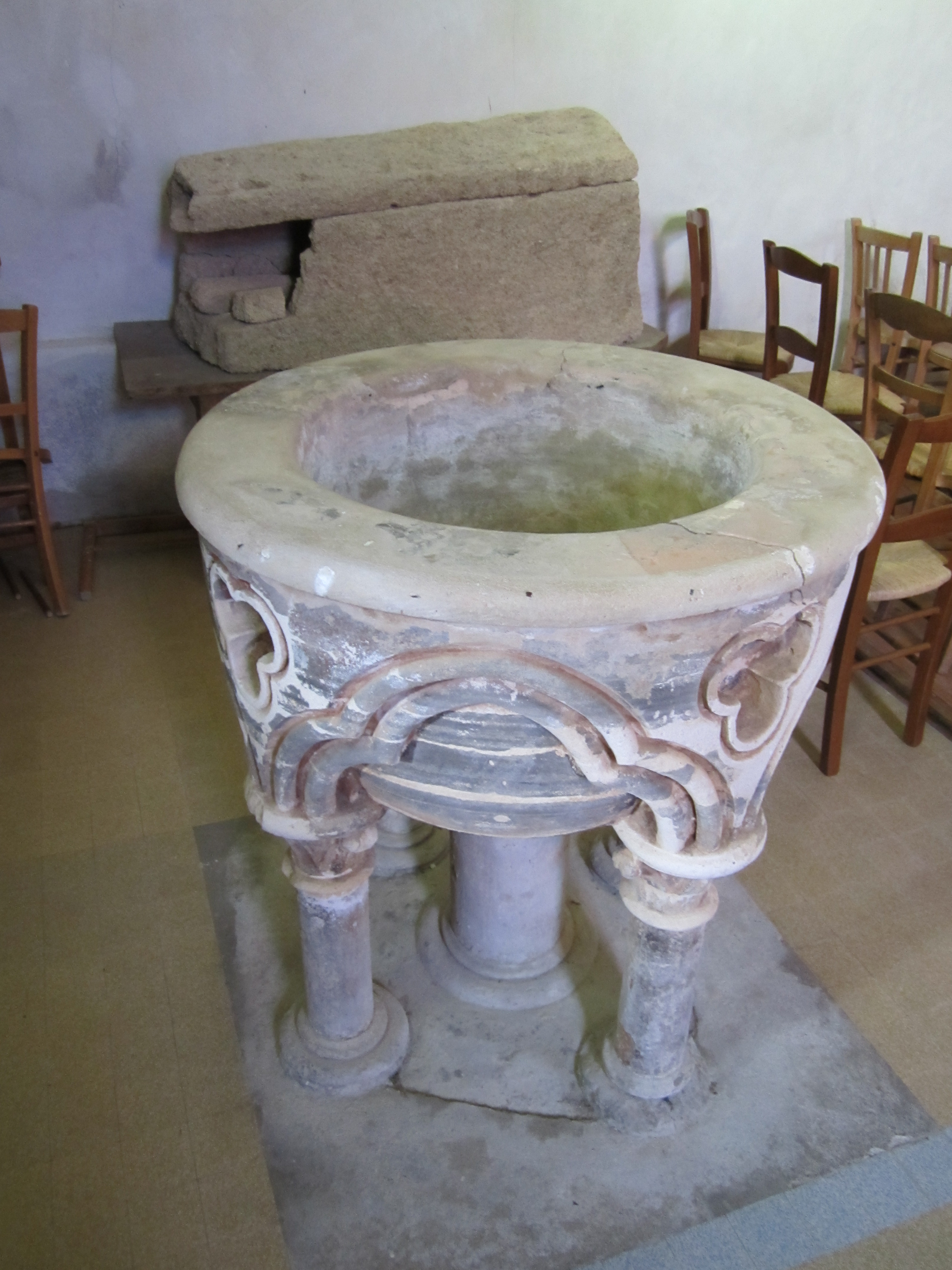
Les fonts baptismaux.
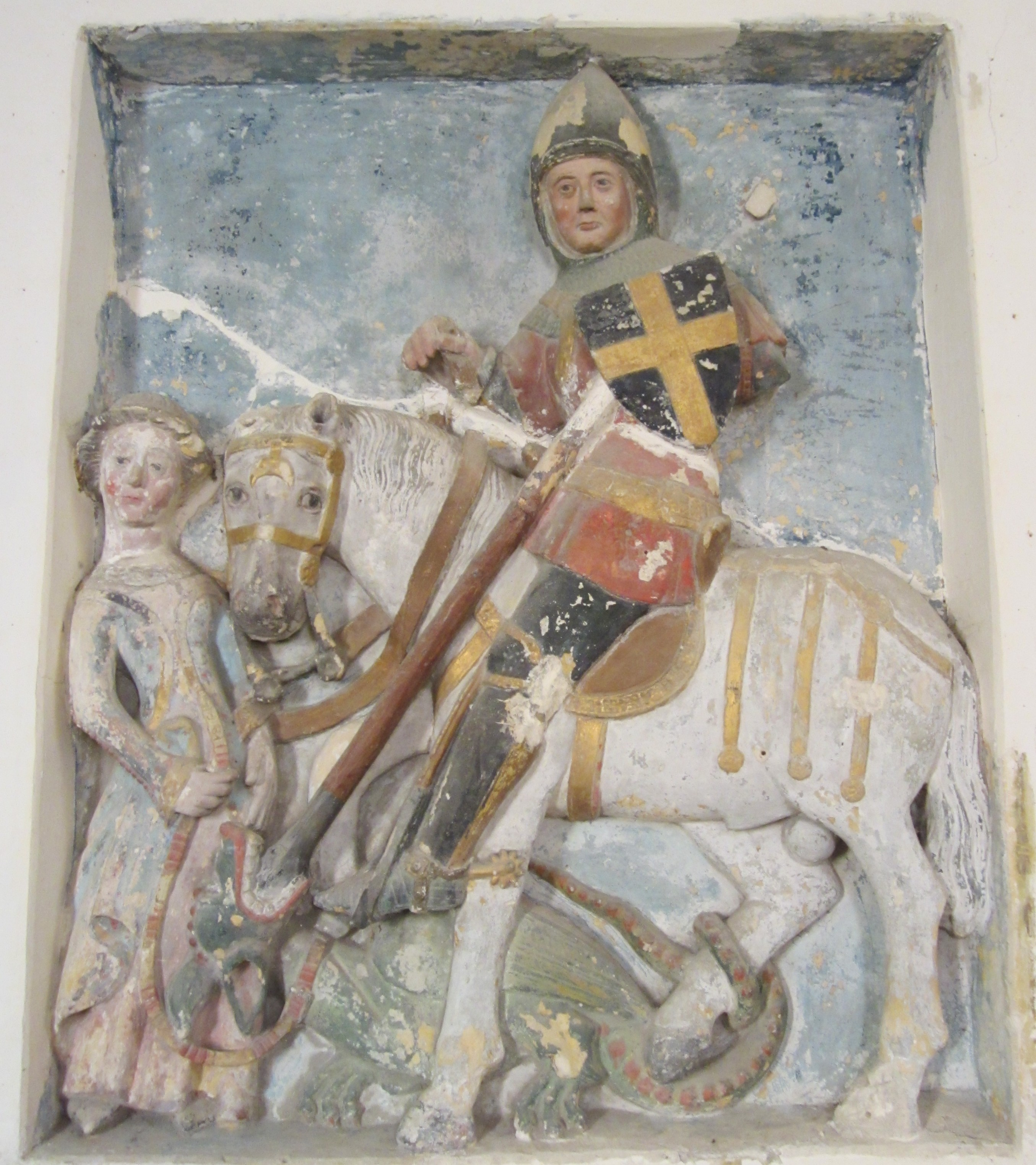
Le haut-relief.

## Pour approfondir